# Ricky Nelson
Eric Hilliard "Ricky" Nelson (Teaneck, New Jersey, 8. svibnja 1940. – De Kalb, Teksas, 31. prosinca 1985.) bio je američki glazbenik i glumac. Od osme je godine zajedno sa svojom obitelji glumio u poznatoj radijskoj i televizijskoj seriji The Adventures of Ozzie and Harriet. Godine 1957. započeo je svoju dugu i uspješnu pjevačku karijeru. Njegova slava dovela ga je do uloge u poznatome filmu Rio Bravo u kojem je glumio s Deanom Martinom, Johnom Wayneom, Walterom Barannanom i Angie Dickinson. Na Billboard Hot 100 ljestvici imao je 53 pjesme, a neke od njegovih najpoznatijih pjesama jesu Poor Little Fool, Travelin' man, Hello Mary Lou,  A Teenager's Romance i Lonesome Town. Uvršten je u Kuću slavnih rock and rolla  21. siječnja 1987.

## Djetinjstvo
Ricky Nelson rođen je u Teanecku, New Jerseyju. Bio je drugi sin Ozzieja Nelsona i Harriet Nelson. Ricky je bio nesigurno dijete i bolovao je od teške astme. Producent John Guedel opisao je Rickyja kao simpatičnog, sramežljivog i misterioznog dječaka. Guedel je 1944. producirao humorističnu radijsku seriju The Adventures of Ozzie and Harriet za Rickyjeve roditelje. Emisija je debitirala u nedjelju 8. listopada 1944. uz dobre kritike. Ozzie je s vremenom postao glavni scenarist serije i temeljio je epizode na bratskim zgodama svojih sinova. Godine 1952. Nelsonovi su snimili film Here Come The Nelsons. Film je bio pravi hit, stoga je Ozzie bio uvjeren da obitelj može napraviti prijelaz s radijskog etera na male televizijske ekrane. Dana 3. listopada 1952. humoristična serija The Adventures of Ozzie and Harriet počela se prikazivati na televizijskim ekranima te je bila prikazivana do 3. rujna 1966. što je čini jednom od najdugovječnijih humorističnih serija u povijesti televizije.

## Smrt
Ricky Nelson poginuo je u zrakoplovnoj nesreći 31. prosinca 1985. leteći prema Dallasu.